# 弗朗索瓦丝·萨冈
弗朗索瓦丝·萨冈（法語：Françoise Sagan，法語發音：[fʁɑ̃swaz saɡɑ̃]；1935年6月21日—2004年9月24日），本名弗朗索瓦丝·夸雷（法語：Françoise Quoirez），出生於法國西南洛特省卡雅尔的富商之家，法國知名女性小說家、劇作家、編輯。以中產階級愛情故事的主題聞名。

## 婚姻
1958年3月，與長她二十歲的法國Hachette出版社編輯Guy Schoeller結婚，旋即於1960年6月離婚。1962年1月，與美籍雕刻家Bob Westhof再婚，育有一子Denis，但仍於1963年3月離婚，後來她與時裝設計師Peggy Roche、作家Bernard Frank、法國版《花花公子》編輯Annick Geille展開了長年的雙性戀同居關係。

## 作品

### 小說
- 《日安憂鬱》（Bonjour tristesse）
- 《微笑》（Un certain sourire；A Certain Smile）
- 《一月之後、一年之後》（Dans un mois, dans un an；Those without Shadows）
- 《你喜歡布拉姆斯嗎？》（Aimez-vous Brahms?）
- 《奇妙的雲》（Les merveilleux nuages；Wonderful Clouds）
- 《熱戀》（又譯：怯寒的愛神、真愛永不敗北）（La chamade）
- 《心靈守護者》（Le garde du cœur；The Heartkeeper）
- 《夕陽西下》（Un peu de soleil dans l'eau froide；Sunlight on Cold Water）
- 《藍色的靈魂》（Des bleus à l'âme；Scars on the Soul）
- 《失去的側影》（Un profil perdu；Lost Profile）
- 《碧姬．芭杜》（Brigitte Bardot）
- 《凌亂的床》（Le lit défait；The Unmade Bed）
- 《獵犬》（Le chien couchant；Salad Days）
- 《化妝女子》（La femme fardée；The Painted Lady）
- 《無心應戰》（De guerre lasse；A Reluctant Hero）
- 《維佳之屋》（La maison de Raquel Vega）
- 《女優Sarah Berhardt，不變的笑容》（Sarah Bernhardt, ou le rire incassable）
- 《淡彩之血》（Un sang d'aquarelle）
- 《愛是束縛》（La laisse）
- 《逃亡之路》（Les faux-fuyants；Evasion）
- 《短暫的憂傷》（Chagrin de passage；A Fleeting Sorrow）
- 《丟失的鏡子》（Le miroir égaré）
- 短篇小說集《舞台音樂》（Musiques de scène；Incidental Music）
- 短篇小說集《絲般的眼》（Les yeux de soie；Silken Eyes）

### 劇本
- 《失約》（Le Rendez-Vous Manque）
- 《瑞典的城堡》（Château en Suède）
- 《偶爾聽見小提琴》（Les violons parfois）
- 《華蓮婷娜的紫裙》（La robe mauve de Valentine）
- 《幸福、奇數和賭注》（Bonheur, impair et passe）
- 《刺》（L'écharde）
- 《昏迷的馬》（Le cheval évanoui）
- 《草地上的鋼琴》（Un piano dans l'herbe）
- 《日夜天晴》（Il fait beau jour et nuit）
- 《平靜的暴風雨》（Un orage immobile；The Still Storm）
- 《反面的極端》（L'excès contraire）

### 回憶錄
- 《毒物》（Toxique）
- 《我最美好的回憶》（Avec mon meilleur souvenir）
- 《我心猶同》（...Et toute ma sympathie）
- 《肩後》（Derrière l'épaule）